# Þorgerður Katrín Gunnarsdóttir
Þorgerður Katrín Gunnarsdóttir (Reikiavik, 4 de octubre de 1965) es una política islandesa, actual ministra de Asuntos Exteriores de Islandia desde 2024, también es presidenta del partido Viðreisn desde 2017.
Þorgerður fue vicepresidenta del Partido de la Independencia de 2005 a 2010. Fue Ministra de Educación, Ciencia y Cultura del 31 de diciembre de 2003 al 1 de febrero de 2009. Desde 2006, Þorgerður se desempeñó como primer ministro interino en ausencia de Geir Haarde, incluso durante su tratamiento contra el cáncer en 2009. Abandonó el Partido de la Independencia en 2016 y se unió al recién fundado Partido Reformista, del que se convirtió en presidenta al año siguiente. Fue Ministra de Pesca y Agricultura en 2017.